# Bronislaw Onuf-Onufrowicz
Bronislaw Onuf-Onufrowicz (ur. 22 czerwca?/4 lipca 1863 w Jenisejsku, zm. 29 grudnia 1928 w Rutherford, New Jersey) – amerykański lekarz polskiego pochodzenia, neurolog, psychiatra, psychoanalityk i neuroanatom. W 1899 jako pierwszy opisał jądro w odcinku krzyżowym rdzenia kręgowego, zwane dziś na jego cześć jądrem Onufa. Uczeń Auguste’a Forela. Autor ponad 40 publikacji naukowych. Publikował liczne opisy przypadków, prace poglądowe i doświadczalne. Większość prac ogłosił w języku angielskim, w zdecydowanej większości dotyczyły one neurologii i psychiatrii. Był jednym z pierwszych zwolenników psychoanalizy w Stanach Zjednoczonych.

## Życiorys

### Młodość i studia (1863–1890)
Bronisław Kazimierz Artur Onufrowicz urodził się w Jenisejsku, jako syn lekarza, radcy tytularnego Adama Onufrowicza (1813–1879) i jego żony Marii z Kamionków. Niewykluczone, że Adam Onufrowicz był zesłańcem politycznym. Dalsza rodzina – brat Adama Eliasz z żoną Karoliną i dziećmi – Adamem, Bolesławem, Marią Zofią i Cezarem – posiadała niegdyś majątek w guberni mińskiej, ale z czasem zubożała i przeniosła się do Kijowa. Wszystkie wymienione dzieci Eliasza kształciły się w Petersburgu i zaangażowały się mniej lub bardziej w działalność rewolucyjną.
Około 1869 roku Adam Onufrowicz z rodziną wyjechali do Europy Zachodniej, by zapewnić dzieciom wykształcenie; po rocznym pobycie we Wrocławiu, matka z dziećmi zamieszkała w Riesbach pod Zurychem, a ojciec powrócił do Jenisejska. Adam Onufrowicz miał tam kopalnię złota.
Starszym bratem Bronislawa był Wladislaus Onufrowicz (1854–1899), który w 1872 roku podjął studia medyczne na Uniwersytecie w Zurychu; drugi brat, Stanislaus (1861–1890), wybrał studia chemiczne. Stanislaus jeszcze jako student pracował w laboratorium Viktora Merza i opublikował dwa artykuły; zmarł 3 czerwca 1890, niedługo po ukończeniu studiów. Siostra Maria (1865–1918) najpierw mieszkała z rodzeństwem i matką w Zurychu, a potem studiowała medycynę w Bernie. W czasie studiów Bronislawa rodzina Onufrowiczów mieszkała w Zurychu-Enge pod adresem Villenquartier Enge Nr 3. W Zurychu studiował od 1888 również jeden ze wspomnianych braci stryjecznych Bronislawa, Cezar Onufrowicz (1864–1929), później psychiatra w Krakowie.
W 1879 roku do Szwajcarii dotarła wiadomość o śmierci ojca rodziny. Niedługo potem wdowa i najstarszy, pełnoletni już Wladislaus przyjęli obywatelstwo gminy Enge.
Bronislaw najpierw uczył się w Industrieschule Zürich, następnie studiował medycynę na Uniwersytecie w Zurychu od 1880 roku do 1884, świadectwo ukończenia studiów otrzymał 5 grudnia 1884. Być może na początku studiował na wydziale humanistycznym (tak wykazuje spis absolwentów uczelni).

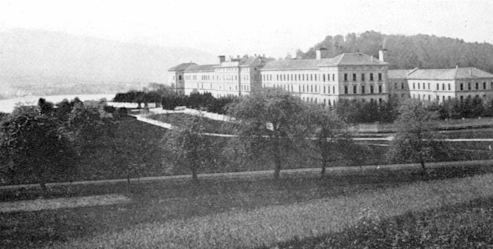
Klinika Burghölzli około 1890 roku, za dyrektury Forela

Po studiach przez osiem miesięcy studiował okulistykę w klinice ocznej w Zurychu u Ottona Haaba, potem przez dwa i pół roku, rozpoczynając w kwietniu 1885, specjalizował się w psychiatrii, najpierw jako lekarz-wolontariusz (Volontärarzt) i później lekarz-asystent (Assistenzarzt) w klinice Auguste Forela. Pod kierunkiem Forela powstała jego dysertacja doktorska, a także rozprawa doktorska Wladislausa. Dwa lata w klinice Burghölzli miały duży wpływ na Onufrowicza, o czym on sam wspomniał kilkanaście lat później w swojej recenzji zebranych dzieł neuroanatomicznych Forela:

Niżej podpisany, który miał szczęście być jednym z asystentów autora gdy ten był dyrektorem szpitala dla obłąkanych Burghoelzli i profesorem Kliniki Psychiatrycznej w Zurychu, uważa za szczególne wyróżnienie, mieć możliwość oceny jego pracy nad anatomią mózgu zawartej w tym tomie.
Ci którzy pracowali u Forela nie mogli nie pozostać pod głębokim wrażeniem jego osobowości i potężnego intelektu i zabrali ze sobą bogate doświadczenie służące im za intelektualną strawę przez wiele lat. Pod stymulującym wpływ rozmów z nim, zawsze ciekawych i wszechstronnych, a często i głęboko filozoficznych, horyzonty myślowe słuchaczy nie mogły nie ulec poszerzeniu. Słuchać go, omawiającego prawo biogenetyczne Haeckela, a innym razem Kanta i Herberta Spencera, bądź słuchać jego dyskursu o ślepocie barw, albo jego poglądów na interpretację wspaniałego zmysłu orientacji ptaków, czy też usłyszeć jego przemowę na temat francuskiej szkoły [psychiatrii] z żartobliwymi napomknieniami o pochodzących stamtąd wielkich chorobach, jak Grand mal, Grand hysterie, Grand hypnotisme itp., było źródłem inspiracji i trwałym pożytkiem dla słuchacza.

Następnie pracował jako lekarz okrętowy na parowcach holenderskiej kompanii Koninklijke Rotterdamsche Lloyd, odbywając rejsy do Holenderskich Indii Wschodnich, a także przez Atlantyk (Holland Amerika Lijn). Według Sachsa, Onufrowiczowi z powodu młodego wieku w momencie ukończenia studiów (18 lat) czasowo odmówiono wydania dyplomu, i czas ten spędził na podróżach; chronologia i inne źródła nie potwierdzają tej informacji.
Rodzinę Onufrowiczów znał Bolesław Limanowski, przebywający na emigracji w Zurychu między 1887 a 1889. W swoich pamiętnikach zapisał:

Cezar Onufrowicz był lekarzem miejskim. Cała rodzina Onufrowiczów: matka, dwie córki i młodszy syn, mieszkała w Zurychu. Starsza pani miała być skąpa, przynajmniej tak o niej mówiono. Młodszego syna, który tylko co ukończył studia lekarskie, koledzy lubili. Wszedł on do służby – o ile sobie dobrze przypominam – w marynarce holenderskiej i odbywał odległe morskie podróże, zwiedzając różne części świata. Starszy był lekarzem miejskim w Zurychu i urządzał dla młodzieży polskiej praktyczne pokazy dawania pomocy rannym w boju.

### Kariera w Stanach Zjednoczonych (1890–1928)

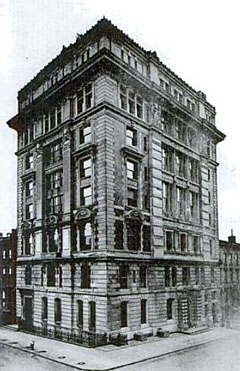
Polhemus Clinic w której dr Onuf konsultował pacjentów pracując w Long Island College

W czerwcu 1890 roku Bronislaw wyemigrował z matką i siostrą Marie do USA. Od września 1890 osiadł w Dolgeville w hrabstwie Herkimer, gdzie prowadził własną praktykę. Należał do miejscowej Rady Zdrowotnej (Local Board of Health) jako Health Officer. Jego siostra uczyła niemieckiego w szkole w Dolgeville. W 1896 otrzymał amerykańskie obywatelstwo. Od 1 grudnia 1896 pracował jako associate in pathology w nowo powstałym Pathological Institute of NY State Hospitals. Pierwszy dyrektor Instytutu, Ira Thompson van Gieson, zatrudnił jeszcze kilku innych obiecujących badaczy: razem z Onufem pracowali Aleš Hrdlička, Boris Sidis, Phoebus Levene i Charles Judson Herrick. Siostra Onufa znalazła zatrudnienie w Instytucie jako archiwistka i preparatorka. Gdy w 1901 roku w atmosferze skandalu odwołano Van Giesona ze stanowiska, cała kadra podała się do dymisji
Od 1894 był zatrudniony na stanowisku asystenta w New York Post-Graduate Medical School, gdzie później wykładał też elektroterapię i elektrodiagnostykę. Był też (przed 1899) wykładowcą chorób neurologicznych i umysłowych w New York Polyclinic Medical School. Wykładał w Long Island College Hospital i konsultował pacjentów w Polhemus Clinic. Od około 1899 roku do co najmniej 1905 praktykował w St. Catherine Hospital w Nowym Jorku, między 1902 a 1904 konsultował też neurologicznie pacjentów z Brooklyn Hebrew Dispensary. W 1898 przyjmował pod adresem 115 South Fifth Street. Rok później podawał adres 86 S. Oxford Street. Na początku 1900 roku przejął praktykę po zmarłym w styczniu Johnie Cargyllu Shaw. Podczas przeprowadzania spisu ludności w tym samym roku mieszkał razem z siostrą, matką i służącą w domu przy 99 Berkeley Place. Pod tym samym adresem przyjmował pacjentów w 1905 roku.
Od 1903 pracował jako rezydent-patolog w Craig Colony for Epileptics w Sonyea, NY; zrezygnował 30 października 1905, zastąpił go J. Frederick Munson.
Był jednym z członków założycieli New York Psychoanalytic Society (NYPS). Potem pełnił funkcje sekretarza, skarbnika oraz wiceprzewodniczącego (1911, 1915–1917) NYPS. Gdy w 1909 roku Sigmund Freud odwiedził po raz pierwszy i jedyny Stany Zjednoczone, Abraham Brill wysłał Onufa, by ten go oficjalnie przywitał (Onuf pracując w służbie publicznej mógł bez problemu wejść na statek). Onuf odprowadził Freuda i towarzyszącego mu Carla Gustava Junga do hotelu; Jung wyraził później żal, że nie mógł – z powodu napiętego grafiku wizyty – odwiedzić Onufa na Ellis Island i przyjrzeć się jego pracy konsultanta neuropsychiatrii.
Od 1895 należał do American Neurological Association. Do 1894 członek Medical Society of the County of Herkimer, od 1898 członek Medical Society of the County of Kings (od 20 października 1903 członek korespondent), od 1911 członek Association of Physicians of Long Island, potem Bergen County Medical Society. Uczęszczał na spotkania New York Academy of Medicine i German Medical Society. Członek Brooklyn Medical Society (do września 1903) i sekretarz tego towarzystwa w 1901 roku. Należał do New York Neurological Society i Eugenics Research Association. Uczęszczał na spotkania brooklyńskiej Polonii.
W 1909 roku był zatrudniony jako lekarz w sanatorium psychiatrycznym Knickerbocker Hall w Amityville. Założona w 1901 Knickerbocker Hall była jedną z pierwszych prywatnych klinik oferujących pacjentom psychoanalizę. Onuf zrezygnował w 1914 i otworzył własne sanatorium, „The Oaks” w Park Ridge. Zakład (potem przemianowany na „Alicia Sanatorium”) przyjmował chorych z otępieniem. Do 1910 roku pracował w Public Health and Marine Hospital Service. W latach 20. pracował w służbie publicznej jako inspektor medyczny w szkołach w Nowym Jorku. Był również zatrudniony w Barnert Hospital w Paterson, New Jersey. Przez wiele lat pracował jako konsultant neuropsychiatrii w stacji imigracyjnej na wyspie Ellis.
W 1915 roku ożenił się z Alice Dolan (1886–1967), mieli dwójkę dzieci, bliźnięta Bronislaua Jr. i Alicię.
Zmarł w sobotnie popołudnie 29 grudnia 1928 roku w swoim domu przy 66 Woodward Avenue w Rutherford, jako przyczynę śmierci podano udar mózgu. Ciało poddano kremacji a prochy rozsypano po jego posiadłości w Rutherford. Wspomnienie pośmiertne poświęcił mu Sachs. Nekrologi ukazały się także w innych specjalistycznych czasopismach i w prasie codziennej. Rolę Onufa w upowszechnieniu psychoanalizy w USA uwzględniali w swoich pracach m.in. Clarence P. Oberndorf, John Chynoweth Burnham i Saul Rosenzweig.
Samuel W. Hamilton (1878–1951) wiele lat później wymienił Onufa wśród twórców American Psychopathological Association (chociaż myląc się co do dat):

Bronisław Onuf należał do tych zgodnych, sumiennych ludzi, do których przyjaciele głęboko się przywiązują. Był Polakiem, absolwentem Uniwersytetu w Zurychu, uczniem Forela. W wieku 34 lat przybył do tego kraju i bez przerwy pracował nad neurologicznymi i psychiatrycznymi przypadkami, do śmierci w roku 1929 w wieku 72 lat. Niektórzy pamiętają go z okresu gdy pracował w służbie imigracyjnej na Wyspie Ellis. Przez lata New Jersey było jego domem.

## Dorobek naukowy

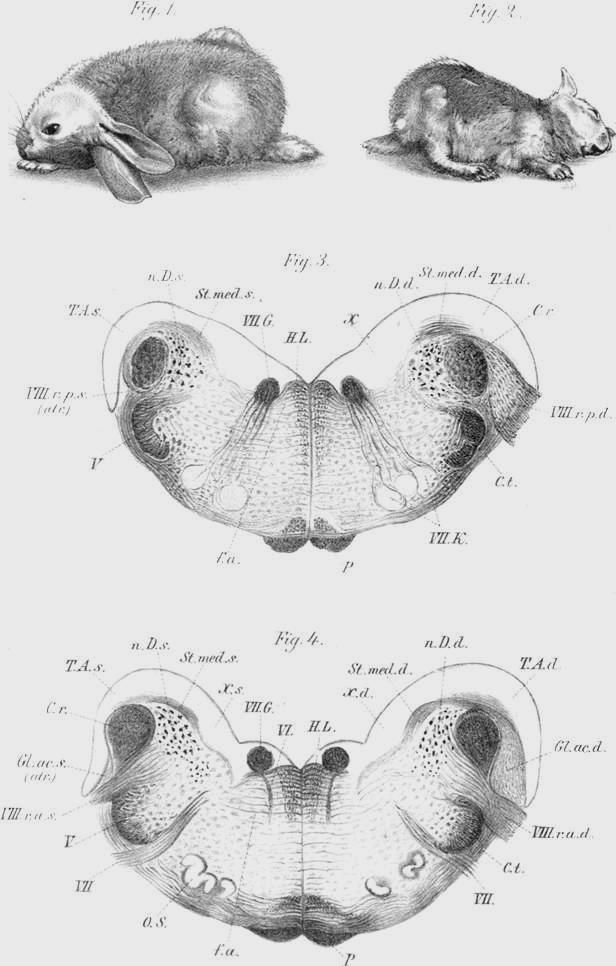
Tablica z dysertacji doktorskiej Onufrowicza

Na dorobek naukowy Onufa składa się ponad 40 artykułów, nie licząc krótkich doniesień i recenzji oraz streszczeń z prasy zagranicznej. Publikował liczne opisy przypadków, prace poglądowe i doświadczalne. Większość prac ogłosił w języku angielskim; kilka po niemiecku i przynajmniej jedną po hiszpańsku. Zwykle był jedynym autorem, ale chętnie publikował też wspólnie – jego współpracownikami byli m.in. Auguste Forel, Joseph Collins, Joseph Fraenkel i Lewis S. Pilcher. Przez wiele lat (od 1899 do śmierci) korespondował z Adolfem Meyerem.
Dysertacja doktorska Onufrowicza dotyczyła przebiegu nerwu słuchowego (VIII) u królików; w 1885 roku została przedrukowana w „Archiv für Psychiatrie und Nervenkrankheiten”. Temu samemu zagadnieniu poświęcone było półstronicowe doniesienie w „Neurologisches Centralblatt” podpisane przez Onufrowicza i Forela.
W swoim doświadczeniu Onuf najpierw uszkodził jednostronnie struktury ucha wewnętrznego u dwóch królików. Gdy zwierzęta padły (jedno po sześciu, drugie po dwóch i pół miesiącach) wykonał badanie mikroskopowe ich mózgowi. W autopsji stwierdził zmiany zanikowe tylnego pnia nerwu VIII, podczas gdy pień przedni wydawał się zaniknąć w znacznie mniejszym stopniu. Stwierdził (błędnie), że jądro przedsionkowe boczne (Deitersa) nie ma związku z nerwem VIII, gdyż w autopsji miały takie same wielkości. Tak samo wykluczył związek z przebiegiem nerwu słuchowego struktury, określanej według starej nomenklatury jako „jądro słuchowe wewnętrzne”. Zasugerował, że miejscem wyjścia pnia przedniego jest istota szara poniżej konarów górnych móżdżku i (lub) robak móżdżku. W następnym roku podwójnej natury nerwu VIII nie udało się uchwycić również Sigmundowi Freudowi, pracującemu nad tym samym zagadnieniem. W 1885 ukazała się za to praca Władimira Biechtieriewa, w której pojawiło się nowatorskie rozróżnienie na część słuchową i część przedsionkową nerwu VIII.
Onuf jako pierwszy opisał warstwę ziarnistą jąder ślimakowych jako kontynuację warstwy ziarnistej móżdżku. Onufrowicz uznawany jest, obok Bishoffa (1889), za pierwszego który postulował istnienie eferentnych włókien nerwu VIII (pęczka oliwkowo-ślimakowego).
Pierwsze prace w języku angielskim opublikował w 1892 roku. Od 1895 do 1897 współpracował z redakcją czasopisma Smitha Ely Jelliffego „Journal of Nervous and Mental Disease”, dostarczając w tym czasie kilkadziesiąt krótkich doniesień, streszczeń i referatów z prasy zagranicznej. Był współpracownikiem Bernarda Sachsa w NY Policlinic i przetłumaczył jego podręcznik neurologii dziecięcej na niemiecki. W 1896 jego odczyt na spotkaniu ANA The Biological and Morphological Constitution of Ganglionic Cells, as Influenced by Section of the Spinal Nerve Roots of Spinal Nerves został wyróżniony nagrodą towarzystwa (w wysokości $200).
Pracując w Pathological Institute of NY State Hospitals najpierw zajmował się razem z Josephem Collinsem (wówczas profesorem chorób umysłowych i układu nerwowego w NY Post-Graduate Medical School) badaniami nad układem współczulnym; Onuf i Collins przeprowadzili m.in. doświadczenia nad częściową ablacją pnia współczulnego u kotów. Po kilku tygodniach–miesiącach zwierzęta uśmiercono; w autopsji stwierdzono chromatolizę ciał neuronów przedzwojowych, których aksony wcześniej zostały przecięte, co pozwoliło prawidłowo wskazać lokalizację perykarionów neuronów przedzwojowych w słupach pośrednio-bocznych rdzenia, w istocie szarej między słupem pośrednio-bocznym a kanałem środkowym rdzenia (blaszka VII Rexeda, albo jądro pośrednio-boczne) i w istocie szarej leżącej grzbietowo-bocznie względem kanału środkowego (central autonomic area, jądro środkowe autonomiczne). Część wniosków Onufa i Collinsa była jednak nieprawidłowa – dopiero kilka dekad później sformułowano prawo Cannona, wyjaśniające paradoksalne zwiększenie wrażliwości na bodźce po sympatektomii. Ponadto, nieznana była jeszcze wtedy znaczna zdolność przedzwojowych neuronów współczulnych do regeneracji (szczególnie duża u kotów). Praca była ukończona już w maju 1897, i wysłana do Paryskiej Akademii Nauk na konkurs o nagrodę Lallemanda (zdobywając wyróżnienie), ale Akademia zatrzymała oryginalne ilustracje, co przedłużyło proces publikacji. Rezultaty tych prac zostały ostatecznie przedstawione najpierw na spotkaniu ANA w 1898 roku, potem jako referat z tego spotkania na łamach „Journal of Nervous and Mental Disease”, i w 1900 roku w całości na łamach efemerycznego periodyku „Archives of Neurology & Psychopathology” wydawanego przez Pathological Institute.

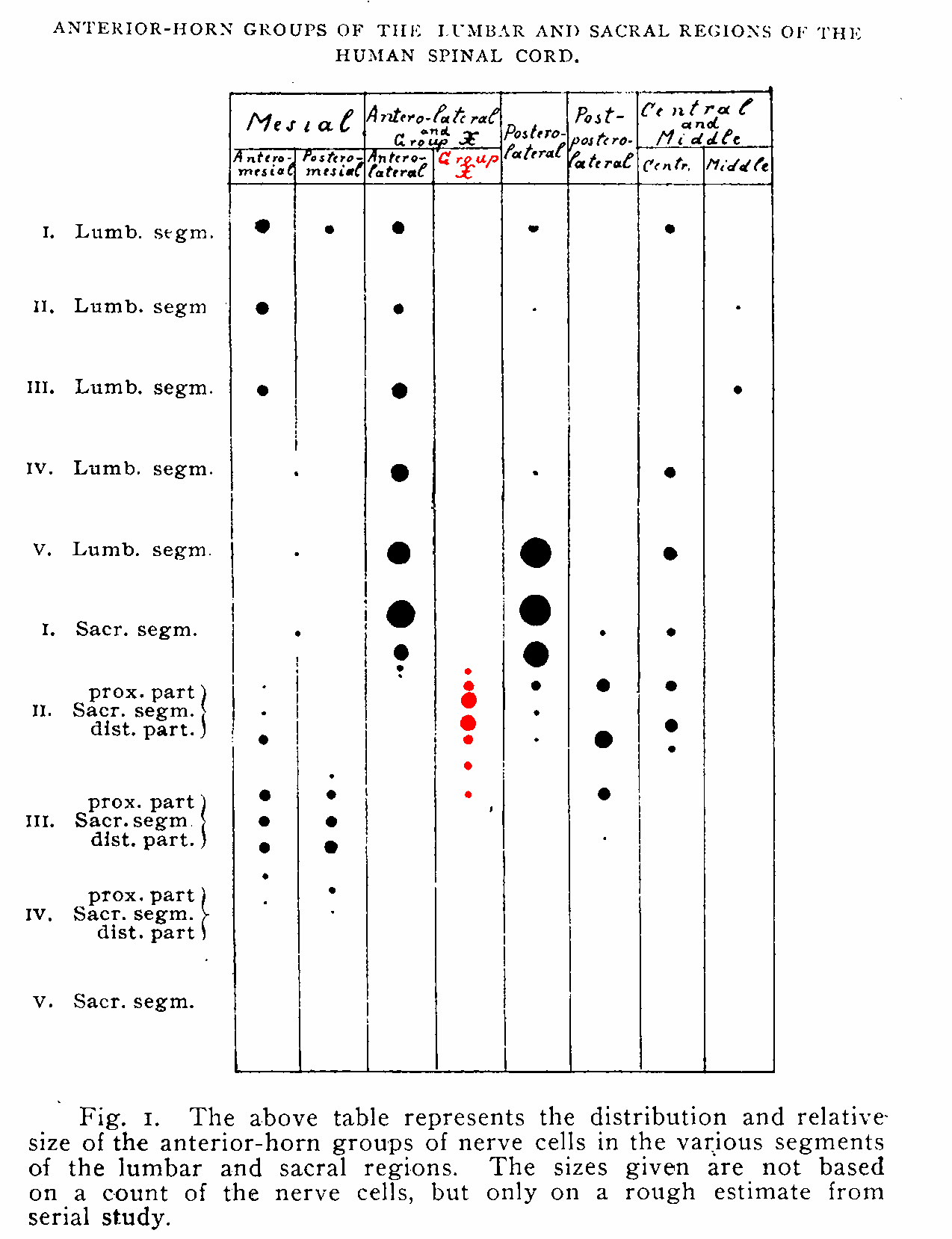
Schemat z pracy Onufa z 1899 roku, przedstawiający rozmieszczenie neuronów na różnych odcinkach rdzenia lędźwiowego i krzyżowego. Wyróżniona „grupa X” tutaj zaznaczona dodatkowo kolorem czerwonym.

15 czerwca 1899 na spotkaniu ANA Onuf przedstawił swoje doniesienie o odkryciu nieznanej grupy neuronów w rogach przednich w odcinku krzyżowym rdzenia kręgowego, którą określił jako „grupę X”. Starannie pociął krzyżowy odcinek rdzenia na 15-mikronowej grubości skrawki, po czym przebadał je histologicznie; stwierdził, że grupa perykarionów, o stosunkowo małych rozmiarach i gęstym rozmieszczeniu, pojawia się w dalszym odcinku S1 i rozciąga do bliższego odcinka S3. Dokonał też przeglądu literatury i stwierdził, że grupę przeoczyli europejscy anatomowie zajmujący się przed nim tym zagadnieniem (Waldeyer, Mueller, Van Gehuchten i de Buck, Sano). Referat ten, tak jak wcześniej, najpierw ukazał się na łamach „Journal of Nervous and Mental Disease”, a potem w całości w „Archives of Neurology & Psychopathology”:

Grupa ‘x’ którą znaleźliśmy praktycznie ograniczoną do drugiego segmentu krzyżowego, sugeruje przez swój odgraniczony charakter pewne specjalne funkcje. Z położenia uznaję za możliwe i dość prawdopodobne, że jest to ośrodek dla niektórych z mięśni prążkowanych które współdziałają w akcie erekcji i ejakulacji, zwłaszcza m. ischiocavernosus i m. erector clitoridis oraz m. bulbocavernosus i m. sphincter vaginae .

Z czasem przyjęła się eponimiczna nazwa „jądro Onufa” (ang. nucleus of Onuf, nucleus of Onufrowicz). Niekiedy odkrycie to przypisywane jest błędnie jego bratu Wladislausowi. Polscy autorzy częściej określają je mianem jądra Onufrowicza.
Ponadto, w 1912 roku Gennosuke Fuse zaproponował w swojej monografii poświęconej kompleksowi jąder nerwu przedsionkowego nazwy: jądra Onufrowicza („kleinzellige Kern [von] Onufrowicz”, s. 63, 80, 87; „nucleus von Forel-Onufrowicz”, s. 107) i jądra Kohnstamma. O ile niekiedy spotyka się jeszcze nazwę jądra Kohnstamma, to pojęcie jądra Onufrowicza okazało się zbyt niejasne i nie upowszechniło się w literaturze neuroanatomicznej, chociaż w atlasie Marburga i Obersteinera z 1927 roku jądro Onufrowicza pojawia się w tym kontekście.
Prace Onufa i Collinsa będące rezultatem ich badań są cytowane do dziś. Douglas J. Lanska w swoim przeglądzie prac neurologicznych XIX-wiecznych amerykańskich neurologów uznał je za „jedyne przykłady podstawowej neurobiologii”. Uznał też, że zasługą Iry van Giesona było skompletowanie zróżnicowanego zespołu nadzwyczaj uzdolnionych ludzi i stworzenie modelu popularnych dziś badań multidyscyplinarnych w tej dziedzinie.
Pracując w Craig Colony for Epileptics jako patolog, Onuf zajmował się studiowaniem korelacji między patologiami ośrodkowego układu nerwowego a padaczką; badał też zmiany we krwi epiletyków. W autopsji dziewięciu pacjentów opisał zmniejszenie objętości jednego lub obu wzgórz. Ten krótki okres jego aktywności zawodowej przyniósł jeszcze kilka prac, w których proponował ulepszenia stosowanych technik laboratoryjnych lub patologicznych.
Onuf był jednym z pierwszych zwolenników psychoanalizy w Stanach. W lutym 1895 roku opublikował artykuł „The Warding-Off Neuropsychoses”, wymieniany wśród pierwszych doniesień o pracach Freuda w amerykańskiej literaturze medycznej. Artykuł był obszernym streszczeniem pracy Freuda, w której ten przedstawił koncept psychoz obronnych (Abwehr-Neuropsychosen). W angielskim piśmiennictwie upowszechniło się zaproponowane kilka lat później przez Brilla inne tłumaczenie tego terminu – defense neuropsychoses.
Ernest Jones w liście do Freuda z listopada 1910 roku wymienia jako amerykańskich zwolenników psychoanalizy Brilla, Onufa, Coriata i Meyera.
Napisał kilka rozdziałów do popularnego swego czasu w Stanach Zjednoczonych podręcznika Alberta Henry’ego Bucka Reference Handbook of the Medical Sciences.
W 1923 opublikował patobiografię Fryderyka Chopina w czasopiśmie Bayarda Holmesa „Dementia Praecox Studies”.
Jako zwolennik eugeniki i członek towarzystwa eugenicznego publikował na ten temat, wygłaszał referaty, brał żywy udział w dyskusjach. 21 czerwca 1918 na szóstym corocznym spotkaniu Eugenics Research Association wygłosił odczyt Psychiatry and Eugenics.
Zdecydowana większość prac Onufa dotyczyła neurologii i psychiatrii. Jednym z wyjątków jest jego opis przypadku niezwykłego zespołu wad wrodzonych, określanego dziś jako diprosopus. W przeglądzie literatury na temat tego rzadkiego schorzenia Shanske i wsp. podkreślili, że Onuf zauważył jako pierwszy – dziesięciolecia przed wprowadzeniem do diagnostyki położniczej ultrasonografii – współistnienie wielowodzia u matki z malformacjami tego typu u jej dziecka.

## Lista prac
1885
- Forel A, Onufrowicz B. Weitere Mittheilung über den Ursprung des Nervus acusticus. „Neurologisches Centralblatt”. 9 (4), s. 193–194, 1885.
  - to samo w: Forel A: Gesammelte hirnanatomische Abhandlungen. München: Reinhardt, 1907, s. 154–155.
- Onufrowicz Br. Experimenteller Beitrag zur Kenntniss des Ursprungs des Nervus acusticus des Kaninchens. „Archiv für Psychiatrie und Nervenkrankheiten”. 3 (16), s. 710–742, 1885. DOI: 10.1007/BF02057570.
- Bronislaus Onufrowicz: Experimenteller Beitrag zur Kenntniss des centralen Ursprunges des Nervus acusticus: Inaugural-Dissertation ; (Mit 2 Tafeln). Berlin: Schumacher, 1885, s. 1–34.

1892
- Onuf B. Observations on the Epidemie of La Grippe During the Winter of 1891 and 1892. „The New York Medical Examiner”, s. 49–50, 1892.
- Onuf-Onufrowicz B. A case of postpartum Haemorrhage followed by Sepsis. Treatment of the Acute Anaemia by Subcutaneous Injections of a Saline Solution. „Medical Record”, s. 395–397, 1892.
- Onuf-Onufrowicz B. An der Herausgeber des Neurolog. Centrallattes Herrn Prof. Mendel, Berlin. „Neurologisches Centralblatt”. 11, s. 622–623, 1892.
  - Bechterew W. (An den von Onuf-Onufrowicz...). „Neurologisches Centralblatt”. 11, s. 623–624, 1892.

1895
- Onuf. The Warding-Off Neuropsychoses. „Journal of Nervous & Mental Disease”. 2 (20), s. 129, luty 1895.
- Onufrowicz. The Mutual Relation Between Anaesthesia and Sensory-Anaesthesia. „Journal of Nervous & Mental Disease”. 2 (20), 1895.brak numeru strony
- Onuf. Akinesis Algera. „Journal of Nervous & Mental Disease”. 2 (20), s. 122–123, 1895.
- Onufrowicz. Astasia-Abasia and Its Treatment. „Journal of Nervous & Mental Disease”. 2 (20), s. 123–124, 1895.
- Onufrowicz. The Etiology of Graves’s Disease. „Journal of Nervous & Mental Disease”. 2 (20), s. 124, 1895.
- Onuf. Nomenclature in the Anatomy of the Nerve Cells. „Journal of Nervous & Mental Disease”. 4 (20), s. 250–252, 1895.
- Onuf. Glio-Sarcoma of the Cerebellum. „Journal of Nervous & Mental Disease”. 4 (20), s. 256–257, 1895.
- Onuf. Pathogenesis of Acromegaly. „Journal of Nervous & Mental Disease”. 4 (20), s. 254, 1895.
- Onuf. On the Lesions of the Crura Cerebri in Tabes. „Journal of Nervous & Mental Disease”. 4 (20), s. 252–254, 1895.
- Onuf. Experimental Researches on the Fatigue of the Human Muscles Caused by the Action of the „Nerve Poisons”. „Journal of Nervous & Mental Disease”. 4 (20), s. 249–250, 1895.
- Onuf. Voluntary Motion as Influenced by Sensory Disturbances. „Journal of Nervous & Mental Disease”. 6 (20), s. 375, 1895.
- Onuf. Hereditary Ataxy. „Journal of Nervous & Mental Disease”. 6 (20), s. 381–382, czerwiec 1895.
- Onuf (Onufrowicz) B. The Biological and Morphological Constitution of Ganglionic Cells, As Influenced By Section of the Spinal Nerve Roots or Spinal Nerves. To Which Is Appended Some Remarks on Localization. „The Journal of Nervous and Mental Disease”. 10 (20), s. 597–642, 1895.
- Onuf. The Sensible Touch, Temperature and Pain, and Sensory Optic, Acoustic, Olfactory, etc., Conducting Pathways and Centres. „Journal of Nervous & Mental Disease”. 10 (20), s. 669–670, 1895.
- Onuf. Descending Cerebellar Tracts. „Journal of Nervous & Mental Disease”. 10 (20), s. 668–669, 1895.
- Onuf. The Posterior Corpora Bigemina as Centres of Hearing, of the Voice and of Special Movements. „Journal of Nervous & Mental Disease”. 11 (20), s. 740–741, 1895.
- Onuf. Recent Studies on the Physiology of the Cerebellum According to Ferrier. „Journal of Nervous & Mental Disease”. 5 (20), s. 305–306, 1895.
- Onuf. The Posterior Longitudinal Fascicle. „Journal of Nervous & Mental Disease”. 9 (20), s. 590, 1895.
- Onuf. Reil’s Fascicle and the Cerebral Cortex. „Journal of Nervous & Mental Disease”. 9 (20), s. 590–591, 1895.
- Onuf. On Little Known Special Manifestations in Nervous Diseases, and on the Diagnostic Significance of the Ankle Clonus and of the Variations in Tendon and Cutaneous Reflexes. „Journal of Nervous & Mental Disease”. 11 (20), s. 739–740, 1895.
- Onuf. Section of Both Pyramids in Dogs.-Preliminary communication. „Journal of Nervous & Mental Disease”. 10 (20), s. 670–671, 1895.
- Onuf. On the Degenerations Following Cerebellar Lesions. Preliminary Communication. „Journal of Nervous & Mental Disease”. 10 (20), s. 672–673, 1895.
- Onuf. On the Fine Anatomy of the Optic Roof (tetto optico) of the Teleostei Fish. „Journal of Nervous & Mental Disease”. 10 (20), s. 670, 1895.
- Onuf. A Case of Infantile Giantism (Pedomaerosomia) with Tumor of the Testicle. „Journal of Nervous & Mental Disease”. 10 (20), s. 673–674, 1895.
- Onuf. Chloroform Anaesthesia Produced During Sleep. „Journal of Nervous & Mental Disease”. 11 (20), s. 742–743, 1895.
- Onuf (Onufrowicz) B. A Case of Double Formation of the Face with Craniorachischisis Involving the Whole Vertebral Column. „Medical Record”, s. 401–404, 1895.
- Onufrowicz. The Polineuritic Psychosis. „Journal of Nervous & Mental Disease”. 2 (20), s. 127–129, 1895.
- Onufrowicz. Restitution of Pathologically Changed Ganglionic Cells. „Journal of Nervous & Mental Disease”. 2 (20), s. 120–121, 1895.

1896
- Onuf B. Les Neuroses Traumatiques-Etude Pathogenique. „Journal of Nervous & Mental Disease”. 10 (21), s. 706–707, 1896.
- Onuf. On the Nerve Cells of Dogs inoculated against Lyssa. „The Journal of Nervous and Mental Disease”. 12 (21), s. 822, 1896.
- Onuf. Lecons de Clinique Medicale. „Journal of Nervous & Mental Disease”. 10 (21), s. 761–762, 1896.
- Onuf. Hysterie. „Journal of Nervous & Mental Disease”. 10 (21), s. 709–710, 1896.
- Onuf. Le Fonctionnement Cerebral Pendant Le Reve Et Pendant Le Sommeil Hypnotique. „Journal of Nervous & Mental Disease”. 10 (21), s. 708–709, 1896.
- Onuf. Leitfaden der Physiologischen Psychologie in Funfzehn Vorlesungen. „Journal of Nervous & Mental Disease”. 10 (21), s. 760–761, 1896.
- Onuf. Contribution A l’Etude Des Etats Cataleptiques Dans Les Maladies Mentales. „Journal of Nervous & Mental Disease”. 10 (21), s. 707–708, 1896.
- Onuf. Manuale di Semejotica delle Malattie Mentali. „Journal of Nervous & Mental Disease”. 10 (21), s. 759–760, 1896.
- Onuf. The Doctrine of the Neurons and the Discharge Theory. „Journal of Nervous & Mental Disease”. 10 (21), s. 758, 1896.
- Onuf. On Muscular Flaccidity (Hypotania) in Tabes Dorsalis. „Journal of Nervous & Mental Disease”. 9 (21), s. 633–634, 1896.
- Onuf. La Syringomyelia-Maladie Familiale. „Journal of Nervous & Mental Disease”. 7 (21), s. 506–507, 1896.
- Onuf. Gehirn and Seele (Brain and Soul). „Journal of Nervous & Mental Disease”. 4 (21), s. 278–282, 1896.
- Onuf B. A Study of Aphasia. „Journal of Nervous & Mental Disease”. 12 (21), s. 800–801, 1896.

1897
- Onuf (Onufrowicz) B. A Study of Aphasia. „Journal of Nervous & Mental Disease”. 2 (24), s. 86–97, 1897.
- Onuf (Onufrowicz) B. A Study of Aphasia. „Journal of Nervous & Mental Disease”. 2 (24), s. 138–154, 1897.
- Onuf. Journal de Neurologie et d’ Hypnologie. „Journal of Nervous & Mental Disease”. 9 (24), s. 586, 1897.
- Onuf. The Manner in which the Law Forbidding the Public Representations of Hypnotism ought to be Modified. „Journal of Nervous & Mental Disease”. 12 (24), s. 782, 1897.
- Onuf (Onufrowicz) B. Ueber pseudospastische Parese nach Trauma. „Neurologisches Zentralblatt”, s. 338, 1897.
- Onuf. Duboisine Sulphate in the Treatment of Paralysis Agitans. „Journal of Nervous & Mental Disease”. 7 (24), s. 448, 1897.
- Onuf. On Senile Epilepsy and Griesinger’s Symptom due to Basilar Thrombosis. „Journal of Nervous & Mental Disease”. 7 (24), s. 439, 1897.
- Onuf. Neuropathology: A Case of Lesion of the Tractus Opticus and Of the Peduncle. „Journal of Nervous & Mental Disease”. 7 (24), s. 434, 1897.
- Onuf. Les Myelites Infectieuses. „Journal of Nervous & Mental Disease”. 6 (24), s. 377, czerwiec 1897.
- Onuf. The Electrical Resistance of the Human Body. „Journal of Nervous & Mental Disease”. 6 (24), s. 369, czerwiec 1897.
- Onuf B. A tentative explanation of some of the phenomena of inhibition on a histophysiological basis, including a hypothesis concerning the function of the pyramidal tracts. „State Hospitals’ Bulletin”. 2 (5), s. 145–153, kwiecień 1897.
- Sachs B: Lehrbuch der Nervenkrankheiten des Kindesalters für Ärzte und Studierende. Onuf-Onufrowicz B (transl.). Leipzig-Wien: Franz Deuticke, 1897. OCLC 162217596. Brak numerów stron w książce

1898
- Onufrowicz B, Collins J. Experimental Researches on the Localisation of the Symphatethic Nerve in the Spinal Cord and Brain, and contribution to its Physiology. „Journal of Nervous & Mental Disease”. 9 (25), s. 661, 1898.

1899
- Onuf (Onufrowicz) B. Notes on the Arrangement and Function of the Cell Groups in the Sacral Region of the Spinal Cord. „Journal of Nervous & Mental Disease”. 8 (26), s. 498–504, sierpień 1899.
  - Recenzja w: „The British Journal of Psychiatry”, 46 (194), 1900, s. 563, DOI: 10.1192/bjp.46.194.563.
- Onuf (Onufrowitz) B. The Early Stages of Chronic Lead poisoning and Their Treatment. „Brooklyn Medical Journal”, s. 83–101, 1899.
- Fraenkel J, Onuf B. Corticale und subcorticale motorische Aphasie und deren Verhaltniss zur Dysarthrie. „Deutsche Zeitschrift fur Nervenheilkunde”. 3–4 (15), 1899. DOI: 10.1007/BF01679942.
- Onuf (Onufrowicz) B. Angio neurotic Oedema and Allied Conditions: Report of Seven Cases. „Medical Record”, s. 183–188, 1899.
- Onuf (Onufrowicz) B. Functional Topography of the Sympathetic Nerves and Their Corrections in the cat, as Established on the Ground of Physiological Experiment. „Archives of Neurology & Psychopathology”. 1–2 (111), s. 253-, 1899.

1900
- Onuf (Onufrowicz) B. On the arrangement and function of the cell groups of the sacral region of the spinal cord in man. „Archives of Neurology & Psychopathology”. 3 (3), s. 387–413, 1900.
- Onuf B, Collins J. Experimental Researches on the Localisation of the Symphatethic Nerve in the Spinal Cord and Brain, and Contribution to Its Physiology. „Archives of Neurology & Psychopathology”. 3 (3), 1900.brak numeru strony

1901
- Onuf B. A biographical sketch of the late Dr. John C. Shaw. „American Journal of Insanity”. 3 (57), s. 564–575, 1901.
- Onuf (Onufrowicz) B. Syphilis of the Nervous System. „New York Medical Journal”. 19 (73), s. 807–813, 11 maja 1901.

1902
- Onuf B. The differential diagnosis of multiple sclerosis. „Brooklyn Medical Journal”, s. 483–487, 1902.
- Irritability. W: Onuf (Onufrowicz) B: A Reference handbook of the medical sciences embracing the entire range of scientific and practical medicine and allied science. T. V. New York: William Wood and company, 1902, s. 231–233.

1903
- Sympathetic Nervous System. W: A Reference handbook of the medical sciences embracing the entire range of scientific and practical medicine and allied science. T. VII. New York: William Wood and company, 1903, s. 573–591.
- Onuf B. Amaurotic Family Idiocy. „Brooklyn Medical Journal”, s. 85–86, 1903.
- Pilcher LS, Onuf B. Perforating Gunshot Wound of the Cervical Portion of the Spinal Cord. Report of a Case in which Recovery was secured, with Ability to Walk. „Annals of Surgery”. 6 (38), s. 812–824, 1903. PMID: 17861394.
- Onuf B. Some Features of the Epileptic Attack. „New York Medical Journal”, s. 871, 1903.

1904
- Onuf (Onufrowicz) B. Note on a Stain applicable to Differential Leucocyte Counts in the Counting Chamber. „Journal of Medical Research”. 1 (12), s. 87–93, 1904.
- Onuf (Onufrowicz) B. A Method for Securing Fixation and Hardening of the Central Nervous System before the Autopsy. „Medical Record”. 2 (66), s. 52–55, 1904.
- Onuf B, Fraenkel J. Congenital Intrauterine Poliomyelitis and Neuritis: the Question of Their Occurence and Influence upon So-called Congenital Deformities. „American Medicine”. 3 (7), s. 97–107, 1904.
- Onuf (Onufrowicz) B. Some Features of the Epileptic Attack. „American Medicine”. 5 (7), s. 183–185, 1904.
- The Report of the Resident Pathologist. „The Eleventh Annual Report of the Managers and Officers”, s. 55–65, 1904. Craig Colony Sonyea.

1905
- Onuf B. Autopsy Findings in Epilepsy. „Journal of Nervous & and Mental Disease”. 10 (52), s. 679, 1905.
- Onuf (Onufrowicz) B. On the Association of Epilepsy with Muscular Conditions Fitting Best into the Cadre of the Myopathies. „Transactions of the American Neurological Association”, s. 240–255, 1905.
- Onuf B. The Report of the Resident Pathologist. „Documents of the Senate of the State of New York”, s. 270–278, 1906.
- Onuf (Onufrowicz) B. The Feasibility and Value of Accurate Methods of Clinical Investigations. „Monthly Cyclopaedia of Practical Medicine”, s. 289–298, 1905.
- Onuf B, Grasso HLO. Researches on the Blood of Epileptics. „Transactions of the Medical Society of the State of New York”, s. 260–272, 1905.
- Onuf (Onufrowicz) B. Some Interesting Autopsy Findings in Epileptics. „JAMA”, s. 1325–1334, 1905.

1906
- Onuf B, Lograsso H. Researches on the Blood of Epileptics. „American Journal of Medical Sciences”, s. 269–285, 1906.
- Onuf (Onufrowicz). On the Association of Epilepsy With Muscular Conditions Fitting Best Into the Cadre of the Myopathies. „Journal of Nervous & Mental Disease”. 1 (33), s. 13–28, 1906.
- Onuf (Onufrowicz) B. Preliminary Steps in the Investigation of Gastric Functions. „JAMA”. 6 (46), s. 405–410, 1906.

1907
- Onuf B. Spasm of the Apparatus of Binocular Fixation and Superinduced Blepharospasm in a Hysterical Patient with a Theory of their Pathogenesis. „Journal of Abnormal Psychology”. 2 (4), s. 155–165, 1907. DOI: 10.1037/h0074719.
- Onuf B. Demonstration of A New Method of Brain Reconstruction. „Journal of Nervous & Mental Disease”. 11 (35), s. 712, 1907.
- Onuf (Onufrowicz) B. Gesammelte hirnanatomische Abhandlungen. „Journal of Nervous & Mental Disease”. 12 (34), 1907.brak numeru strony

1908
- Onuf (Onufrowicz) B. Psychotherapy. „JAMA”. 23 (50), s. 1892–1897, 1908.
- Onuf (Onufrowicz) B. Ueber Psychotherapie. „New Yorker Medizinische Monatschrift”. 10 (19), s. 291–301, 1908.

1909
- Onuf (Onufrowicz) B. Dreams and Their Interpretation as Diagnostic and Therapeutic Aids in Psychopathology. „The Journal of Abnormal Psychology”, s. 339–350, 1909. DOI: 10.1037/h0071627.

1910
- Onuf B. Dreams and Their Interpretation as Diagnostic and Therapeutic Aids in Psychopathology. „Journal of Nervous & Mental Disease”. 1 (37), s. 47, 1910.

1912
- Onuf B. A study of Eunuchoidismus in Its Various Aspects: Its Bearings on Other Pathological States. „American Journal of Dermatology and Genito-Urinary Diseases”, s. 459–475, 517–535, 590–602, 1912.

1917
- Onuf B. On the Role of Masturbation, Especially as Applied to Some Psychoses. „Urologic and Cutaneous Review”. 10 (21), s. 562–570, 1917.
- Onuf B. Some Aspects in the Management and Therapy of Psychiatric Cases. „Alienist & Neurologist”, s. 255–267, 1917.
- Psychoses, Symptomatic. W: A Reference handbook of the medical sciences embracing the entire range of scientific and practical medicine and allied science. T. VII. New York: William Wood and company, 1917, s. 375–381.
- Habitual Constipation. W: Onuf B: The Exceptional Child: Containing a Medical Symposium with Contributions from a Number of Eminent Specialists. Maximilian Paul Eugen Groszmann (ed.). C. Scribner’s sons, 1917, s. 590–592.

1918
- Onuf (Onufrowicz) B. The Milder Forms of Manic-Depressive Psychosis and the Manic-Depressive Constitution or Temperament. „Medical Record”, s. 969–978, 1918.

1919
- Onuf B. The Manic-Depressive Temperament or Constitution and Its Relation to Music and Fine Arts. „Transactions of the American Neurological Association”, 1919.brak numeru strony

1920
- Onuf B. The Problems of Eugenics in Connection with the Manic-Depressive Temperament. „New York Medical Journal”, s. 407–412, 461–465, 1920.
- Onuf (Onufrowicz) B. Frederick Chopin’s Mental Makeup. „Dementia Praecox Studies: A Journal of Psychiatry of Adolescence”, s. 199–204, 1920.
- Los Problemos de Eugenesia en conexion con el Temperamento Maniatico-Depressivo. „Revista Americana de Farmacid, Medicina y Hospitales”, s. 9–10, 1920.
- Onuf B. Ode to Trinity. „The Medical pickwick. A monthly literary magazine”. 6, 1920.brak numeru strony

1921
- Onuf B. Some Features of the Neuro-Psychiatric Work on Ellis Island. „Archives of Neurology and Psychiatry”, s. 107–108, 1921.
- Onuf B. Case of Lethargic Encephalitis with Unusual Ocular Symptoms and Nearly Bilateral Immobility. „Archives of Neurology and Psychiatry”, s. 472–473, 1921.
- Onuf B. A Patient with Acromegalic Features. „Archives of Neurology and Psychiatry”, s. 773–774, 1921.
- Onuf B. Aims of US Medical Immigration Work with Special Reference to Neuropsychiatric Fields. „Transactions of the American Neurological Association”, s. 312–322, 1921.
- Onuf B. Encephalitis with Bilateral Immobility. „Archives of Neurology and Psychiatry”, s. 472–473, 1921.

1925
- Bentley IA, Onuf B. The Work Of the Inspectors of Ungraded Classes. „Ungraded”, s. 108, 1925. New York: The Ungraded Press.